# Cobaltore Onagawa
Cobaltore Onagawa (jap. コバルトーレ女川 Kobarutōre Onagawa) ist ein japanischer Fußballverein aus der Kleinstadt Onagawa in der Präfektur Miyagi. Er spielte 2018 in der Japan Football League, aktuelle Spielklasse ist die Tōhoku-Regionalliga.

## Geschichte
Cobaltore Onagawa wurde im April 2006 mit dem Ziel, den Zusammenhalt in der Kleinstadt zu stärken, gegründet. Erster Trainer des neuen Vereins war der ehemalige japanische Nationalspieler Nobuo Fujishima. Schon 2008 erreichte Cobaltore die Division 2 der Tōhoku-Regionalliga, zwei Jahre später gelang erstmals der Aufstieg ins Regionalliga-Oberhaus.
Das Jahr 2011 brachte in Form des Tōhoku-Erdbebens eine erste Zäsur im Bestehen des noch jungen Clubs. Onagawa liegt direkt an der Küste des Pazifischen Ozeans und wurde dementsprechend hart durch den dem Erdbeben folgenden Tsunami getroffen. Auch wenn keiner der Spieler durch die Naturgewalten verletzt oder getötet wurde, überstand das Vereinsheim die Flutwelle nicht. Da auch das heimische Stadion in der Folge als Notunterkunft diente, war an einen geregelten Spielbetrieb für den Rest des Jahres nicht mehr zu denken.
Nicht zuletzt durch den Einsatz von Spielern und Fans kehrte Cobaltore schon 2012 wieder auf den Rasen zurück. Der Neuanfang gestaltete sich mit einem zweiten Platz in der Division 2 der Regionalliga überraschend erfolgreich, und da zudem Fukushima United FC aus der Division 1 der Regionalliga der Aufstieg in die Japan Football League glückte, fand sich der Verein schon zur Saison 2013 wieder in der höchsten regionalen Spielklasse ein.
Nach einem Übergangsjahr, in der eine Konsolidierung im Mittelfeld stattfand, spielte Cobaltore Onagawa ab 2014 konstant in der Spitzengruppe der Liga mit. Meisterschaftsgewinne sowie die damit verbundene Qualifikation für die nationale Regionalligen-Finalrunde folgten in den Jahren 2016 und 2017. Scheiterte die Mannschaft hierbei 2016 noch in der Vorrunde, wurde 2017 die Endrunde erreicht und diese sogar vor Mitaufsteiger Tegevajaro Miyazaki gewonnen. Die Saison 2018 beendete Cobaltore jedoch als Tabellenletzter und kehrte somit prompt in die Tōhoku-Regionalliga zurück.

## Vereinsname
Wie bei vielen japanischen Fußballvereinen üblich ist der Vereinsname ein Kofferwort aus mehreren, zumeist aus europäischen Sprachen entlehnten Worten. Für Cobaltore standen hierbei zwei spanische Begriffe Pate: cobalto bezieht sich auf die blaue Farbe des Meeres vor Onagawa, floresta auf die Wälder in der Umgebung.

## Erfolge
- Tōhoku-Regionalliga (2)

2016, 2017
- Japanische Fußball-Regionalligen-Finalrunde (1)

2017